# دانيال كامبل
دانيال كامبل هو سياسي كندي، ولد في 22 يناير 1926 في المملكة المتحدة، وتوفي في 5 أبريل 1992 في كندا. حزبياً، نشط في British Columbia Social Credit Party ‏.